# Glenpool
Glenpool ist eine Stadt in Tulsa County, Oklahoma, in den Vereinigten Staaten. Das U.S. Census Bureau hat bei der Volkszählung 2020 eine Einwohnerzahl von 13.691 ermittelt.

## Geographie
Glenpools geographische Koordinaten sind 35° 56' 58" N, 96° 0' 8" W. Glenpool liegt in der nordöstlichen Ecke des Bundesstaates, etwa 24 km südlich von Tulsa am U.S. Highway 75, der Hauptstraße in Nord-Süd-Richtung.
Die Stadt liegt am östlichen Rand der Cross Timbers, einer Ökoregion zwischen der Great Plains und den Ausläufern des Ozark-Plateaus.
Nach dem United States Census Bureau hat die Stadt eine Gesamtfläche von 24,1 km2 (9,3 mi²), ohne nennenswerte Gewässerflächen.

## Geschichte
Nach der Entdeckung von Erdöl im November 1905 auf dem Land eines Creek-Indianers kam es zu einem raschen Wachstum der Stadt. Die Ölförderung wuchs ebenfalls – 1906 waren bereits 127 Bohrungen niedergebracht, davon 107 mit Ölfunden –, und bald wurden bis zu 52.000 Barrel Öl pro Tag gefördert. Das Ölfeld von Glenpool war in dieser Zeit eines der reichsten in den Vereinigten Staaten, es erbrachte mehr als 300.000.000 in 75 Jahren.
Glenpool bestand anfangs aus einer losen Siedlung von 3000 Personen im Jahr 1907. Im Jahr 1908 wurde die Stadt offiziell gegründet und wuchs rasch weiter, bis die Wirtschaftskrise der 1930er Jahre das Wachstum beendete. Glenpool wurde zu einer ruhigen, überwiegend durch die Landwirtschaft geprägten Kleinstadt. Erst in den 1970er Jahren begann ein zweites Wachstum durch den Zuzug von Bürgern aus Tulsa, und die Bevölkerung nahm von 800 auf 2800 zu.

## Demographie
Die Bevölkerung besteht zu drei Vierteln aus Weißen, das verbleibende Viertel setzt sich aus Afro-Amerikanern, Asiaten und vor allem amerikanischen Indianern zusammen, deren Anteil knapp 13 % beträgt. Das Pro-Kopf-Einkommen betrug im Jahr 2000 16.868 Dollar.